# Sam Raimi
Samuel M „Sam“ Raimi (* 23. října 1959 Royal Oak, Michigan) je americký režisér, scenárista a příležitostný herec. Mezi jeho nejznámějšími filmy patří Lesní duch, Smrtelné zlo 2, Armáda temnot a trilogie o Spider-Manovi (Spider-Man, Spider-Man 2 a Spider-Man 3). Mezi jeho další filmy patří Hra snů, Rychlejší než smrt, Jednoduchý plán, Téměř dokonalý zločin a Stáhni mě do pekla. Dále natočil epizody k seriálům Ash vs. Evil Dead a Mizera. Jeho častým spolupracovníkem je herec Bruce Campbell.

## Filmografie
- 1977 – It's Murder! - krátkometrážní
- 1978 – Clockwork - krátkometrážní, Within the Woods - krátkometrážní
- 1981 – Lesní duch
- 1985 – Vlna zločinu
- 1987 – Smrtelné zlo 2
- 1990 – Darkman
- 1992 – Armáda temnot
- 1995 – Rychlejší než smrt
- 1998 – Jednoduchý plán
- 1999 – Hra snů
- 2000 – Téměř dokonalý zločin
- 2002 – Spider-Man
- 2004 – Spider-Man 2
- 2007 – Spider-Man 3
- 2009 – Stáhni mě do pekla
- 2013 – Mocný vládce Oz
- 2022 – Doctor Strange v mnohovesmíru šílenství